# Pip Taylor
Pour les articles homonymes, voir Taylor.
Pip Taylor, née le 3 mars 1980 à Sydney est une triathlète professionnelle australienne, championne d'Australie de triathlon longue distance en 2009.

## Palmarès
Le tableau présente les résultats les plus significatifs (podium) obtenus sur le circuit national et international de triathlon et d'aquathlon depuis 2000,.
| Année | Compétition                              | Pays         | Position           | Temps           |
| ----- | ---------------------------------------- | ------------ | ------------------ | --------------- |
| 2010  | Ironman 70.3 Kansas                      | États-Unis   | Médaille d'argent  | 4 h 24 min 29 s |
| 2009  | Championnats d'Australie de triathlon    | Australie    | Médaille d'or      | 4 h 22 min 31 s |
| 2009  | Ironman 70.3 Vineman                     | États-Unis   | Médaille d'argent  | 4 h 20 min 4 s  |
| 2009  | Ironman 70.3 Kansas                      | États-Unis   | Médaille d'argent  | 4 h 19 min 42 s |
| 2008  | Ironman 70.3 Austin                      | États-Unis   | Médaille d'argent  | Timing          |
| 2008  | Wildflower Triathlon                     | États-Unis   | Médaille de bronze | Timing          |
| 2007  | Escape from Alcatraz Triathlon           | États-Unis   | Médaille d'argent  | Timing          |
| 2005  | Coupe d'Asie - l'étape de Macao          | Macao        | Médaille d'or      | 1 h 59 min 14 s |
| 2005  | Coupe d'Asie - l'étape de Wakayama       | Japon        | Médaille d'or      | 2 h 7 min 55 s  |
| 2004  | Coupe du monde - l'étape de Corner Brook | Canada       | Médaille d'argent  | 2 h 8 min 41 s  |
| 2004  | Coupe du monde - l'étape de Tongyeong    | Corée du Sud | Médaille d'argent  | 2 h 1 min 3 s   |
| 2003  | Coupe du monde - l'étape de New York     | États-Unis   | Médaille d'argent  | 2 h 0 min 52 s  |
| 2003  | Coupe du monde - l'étape de Salford      | Royaume-Uni  | Médaille d'or      | 2 h 3 min 5 s   |
| 2000  | Championnats du monde d'aquathlon        | Mexique      | Médaille de bronze | 0 h 33 min 48 s |